# Еслава (Наварра)
Еслава (ісп. Eslava) — муніципалітет в Іспанії, у складі автономної спільноти Наварра. Населення — 138 осіб (2009).
Муніципалітет розташований на відстані близько 300 км на північний схід від Мадрида, 32 км на південний схід від Памплони.

## Демографія
Динаміка населення (INE ):